# Almez del Museo Nacional del Prado
El almez del Museo Nacional del Prado (Celtis australis) es un árbol situado en la Plaza de Murillo, esquina al propio edificio que alberga el Museo del Prado en Madrid (España), catalogado con protección de árbol singular de la Comunidad de Madrid.

## Descripción
El nombre "almez" procede del árabe Al-mais. Su denominación científica C. australis se la otorgó el botánico Carlos Linneo para indicar que esta especie arbórea es autóctona de Europa meridional. Soporta mal el frío intenso y prolongado: las heladas tardías producen graves heridas en su tronco. Los microclimas con inviernos suaves y veranos largos y ligeramente cálidos son los más propicios para el desarrollo y el crecimiento del almez. Tiene una resistencia alta a la sequía y muy alta a la contaminación. Soporta bien el viento y florece en el mes de abril. Su poda es fácil y su velocidad de crecimiento es alta. La edad media de vida de este árbol es de 200 a 300 años, pero puede llegar hasta los 400 o 600 años.
Es un árbol caducifolio, con el tronco recto y robusto, tiene ramas principales gruesas y ascendentes. Sus hojas son doblemente dentadas y de color verde oscuro, con flores pequeñas y de color amarillo. Los frutos de este árbol (las celtinas) son más o menos globulosos y del tamaño de un guisante. Tienen un sabor dulce (muy parecido a la miel) y son alimento para el ganado y para la aves, que suelen poblar sus ramas en época de abundancia, especialmente de los mirlos.
Es una especie muy adecuada para zonas urbanas y áreas rurales, tanto por la calidad de su madera, como por su valor paisajístico y ecológico. Su madera está dotada de una gran elasticidad lo que hace que sea muy apreciada para la carpintería.

## Historia
Este ejemplar centenario cercano al Museo del Prado tiene una altura de 25 metros, un tronco de 4 metros de perímetro y una copa de 25 metros de diámetro. Se cree que fue plantado en el año 1871, cuando se crearon los jardines que rodean al museo, y cuando se creó también la plaza que lleva el nombre del pintor español Bartolomé Esteban Murillo.
Este ejemplar de almez ha sido objeto de cuidados para evitar que se parta por la mitad. Está protegido por la Comunidad de Madrid.
En la antigüedad este tipo de árbol se plantó para dar sombra junto a las casas de labranza. En Inglaterra fue plantado como árbol ornamental desde el siglo XVI. Por su porte majestuoso y el color grisáceo del tronco es un árbol muy arquitectónico. Genera buena sombra y ha tenido un uso paisajístico.